# Dálnice v Lotyšsku
Lotyšsko má velice malou dálniční síť, tedy málo úseků dálnic, které odpovídají evropským klasifikacím pro dálnici. Nacházejí se zde jednoúrovňové křižovatky nebo se jedná jen o dvouproudové silnice. Mnohé z těchto silnic jsou buď ve výstavbě, nebo je v plánu přebudovat je na dálnici. Maximální povolená rychlost na dálnicích v Lotyšsku je pro osobní automobily 110 km/h. V Lotyšsku platí mýtné pouze vozidla nad 3,5 tuny.

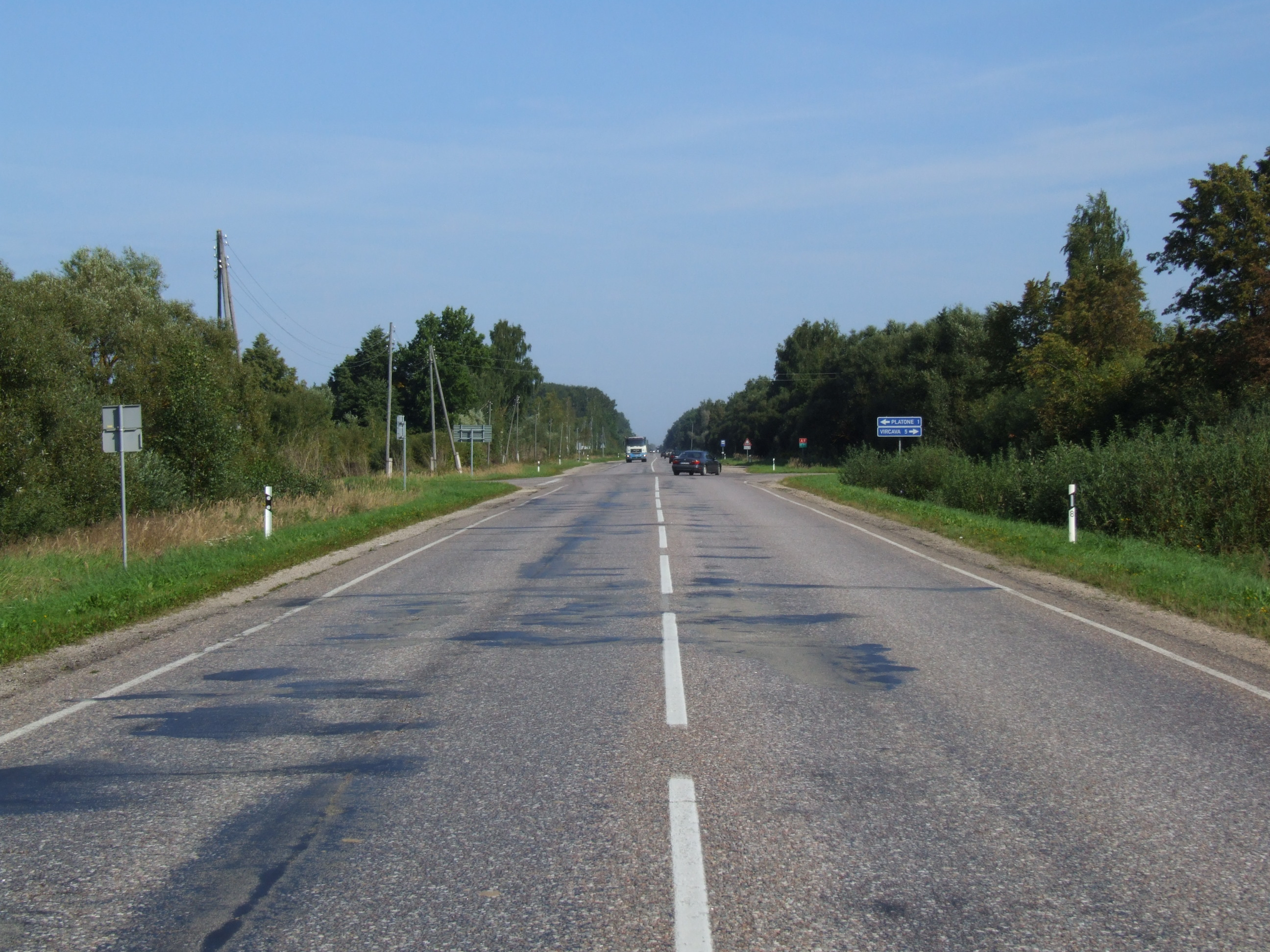
Dálnice A8 u Jelgavy

## Seznam dálnic

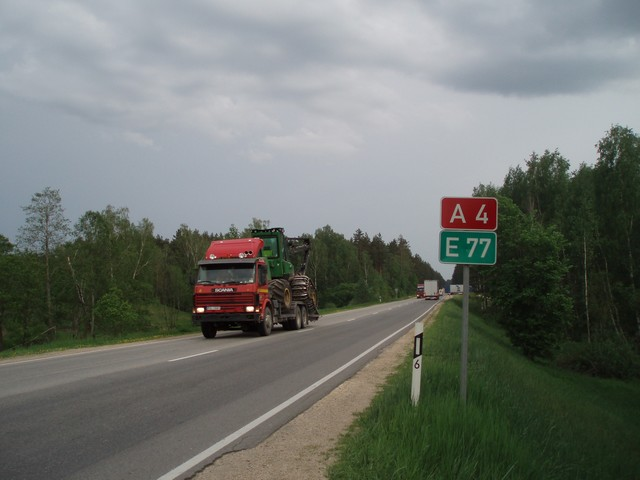
Dálnice A4

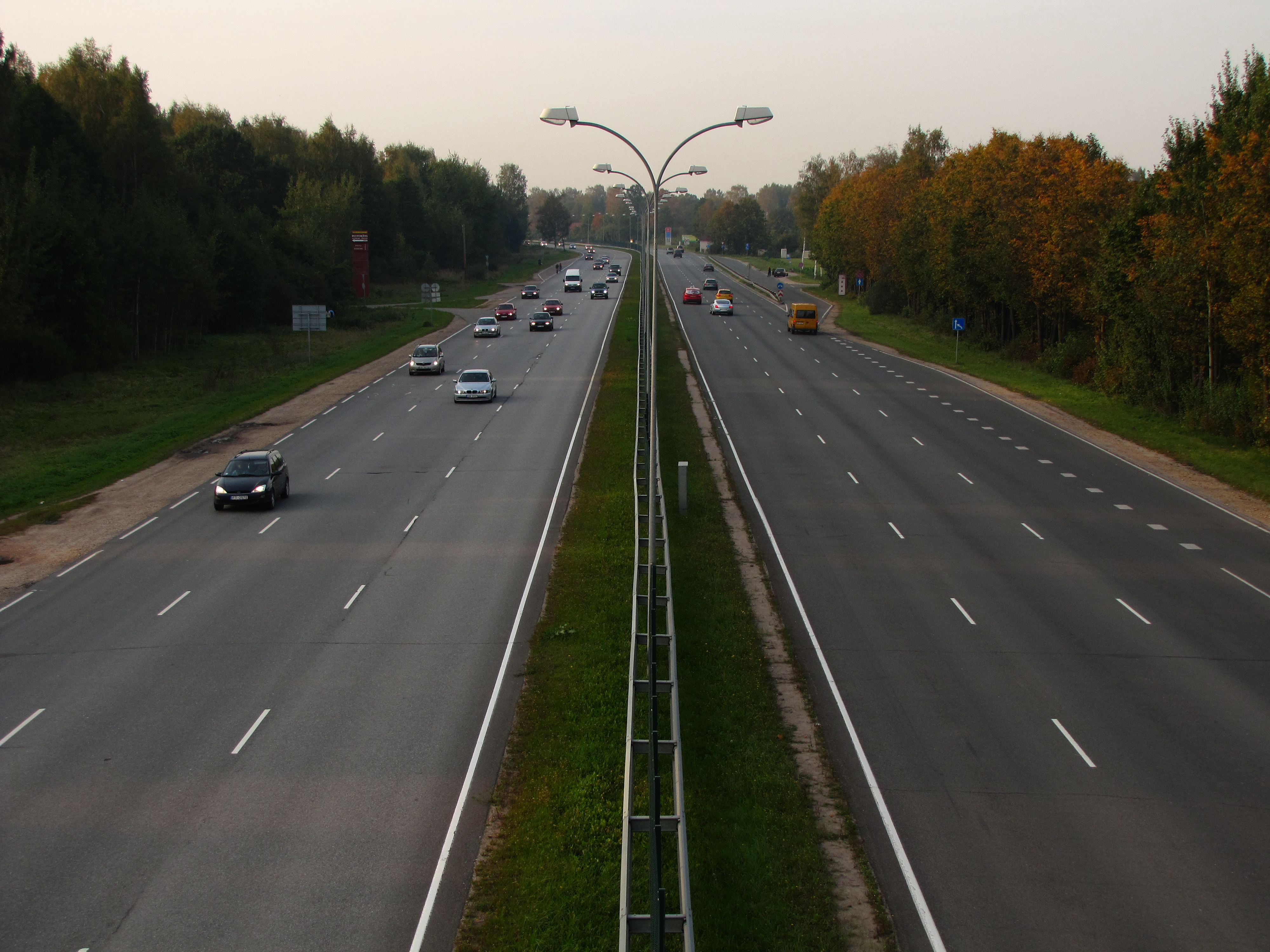
Dálnice mize Rigou a Jurmalou

Dálnice jsou v Lotyšsku označovány písmenem A (autoceļš – lotyšsky dálnice)
| Číslo  | Mapa            | Trasa                                                                              | Konečná délka (km) |
| ------ | --------------- | ---------------------------------------------------------------------------------- | ------------------ |
| A1-LV  | Road A1 Latvia  | Riga – Ainiži – Estonsko (Dálnice T4)                                              | 102                |
| A2-LV  | Road A2 Latvia  | Riga – Sigulda – Veclaicene – Estonsko (Dálnice T7)                                | 196                |
| A3-LV  | Road A3 Latvia  | Inčukalns (A1) – Valmiera – Valka – Estonsko (Dálnice T3)                          | 123                |
| A4-LV  | Road A4 Latvia  | Obchvat Rigy (Baltezers – Saulkalne)                                               | 20,5               |
| A5-LV  | Road A5 Latvia  | Obchvat Rigy (Salaspils – Babīte)                                                  | 41                 |
| A6-LV  | Road A6 Latvia  | Riga – Daugavpils – Krāslava – Pāternieki – Bělorusko                              | 307                |
| A7-LV  | Road A7 Latvia  | Riga – Bauska – Grenctāle – Litva (Dálnice A10)                                    | 85,5               |
| A8-LV  | Road A8 Latvia  | Riga – Jelgava – Meitene – Litva                                                   | 76                 |
| A9-LV  | Road A9 Latvia  | Riga – Skulte – Liepāja                                                            | 199,5              |
| A10-LV | Road A10 Latvia | Riga – Ventspils                                                                   | 188,5              |
| A11-LV | Road A11 Latvia | Liepāja – Rucava – Litva (Dálnice A13)                                             | 57                 |
| A12-LV | Road A12 Latvia | Jēkabpils – Rēzekne – Ludza – Terehova – Rusko (Dálnice M9)                        | 166                |
| A13-LV | Road A13 Latvia | Rusko (Dálnice A116) Grebņova – Rēzekne – Daugavpils – Medumi – Litva (Dálnice A6) | 163                |
| A14-LV | Road A14 Latvia | Obchvat Daugavpilsu ( Tilti – Svente – Kalkūni)                                    | 15                 |
| A15-LV | Road A15 Latvia | Obchvat Rēzekne                                                                    | 7                  |